# ラスト・バレット
『ラスト・バレット』（原題：Cold Blood Legacy: La memoire du sang）は、2019年に公開されたアクションスリラー映画。

## あらすじ
ワシントン州の山奥でひっそりと暮らすヘンリーは、10ヶ月前に大富豪ケスラーを暗殺した凄腕の殺し屋である。冬のある日、スノーモービルの運転中に横転し重傷を負った女と遭遇したため、住処である小屋に運んで治療を施すと、メロディーと名乗るその女は何かトラブルを抱えているようだった。早々に追い出そうとするが、足を骨折した彼女を雪山に放り出すのは憚られ、仕方なく小屋で面倒を見ることになる。山中ではメロディーの血痕を舐めた狼が彼女を狙っており、ヘンリー曰く「人間の血の味を覚えれば人間を襲う。もう殺すしかない」という。
一方で、ケスラー暗殺事件の捜査をするカッパー刑事は、ケスラーの遺言執行人であるブリグラーを疑っていた。彼はケスラーの息子であるチャーリーが行方不明だと証言していたが、捜査を進めるとチャーリーは男ではなく女であることが判明する。
事故から1週間経ち、傷が癒えてなんとか歩けるようになったメロディーは、分解した状態でバッグに隠しておいた拳銃を組み立てると、小屋の前で佇むヘンリーの頭を背後から撃ち抜く。しかし、それは上着を着せた人形だった。メロディーの行動を見届けたヘンリーは彼女を拘束して尋問を行い、その目的が「殺し屋であるヘンリーの殺害」であることを白状させる。メロディーの正体はケスラーの娘チャーリーであり、わざと事故を起こしてヘンリーに近付いたのだ。ヘンリーは武器の所持や事故の真相を最初から看破していたことや、チャーリーの殺害も契約に含まれていることを明かす。
酷い吹雪が収まった夜中にチャーリーは、小屋で生活するうちに復讐の対象であるヘンリーに情を抱いてしまい、混乱していることを告白する。直後、チャーリーを探していたブリグラーの部下マルコムが山小屋に辿り着き、小屋を銃撃してきた。しかし、ヘンリーは巧みな戦術によって山中に追い立てていき、暗闇からマルコムの首を切りつけて殺害する。朝になると、チャーリーの行方を探り当てたカッパー刑事も山小屋の近くまで来ていた。
チャーリーは帰ってきたヘンリーを薪で殴打して小屋から逃げ出すが、途中で脚の傷が開いたため満足に移動できず、ヘンリーに追いつかれてしまう。拳銃を構えるヘンリーはチャーリーを狙う狼を銃声で追い払うと、「狼は血の味を忘れない、私と同じだ」と語り、拳銃からマガジンを外して雪上に落とした。ヘンリーの銃声によって誘導されてきたカッパー刑事は、チャーリーに銃口を向けるヘンリーを射殺する。
警察の立会いのもと山小屋に戻ったチャーリーは、ヘンリーの愛読書である孫子の兵法書と、滞在中に使っていた毛布を持ってその場を去っていく。

## 登場人物・キャスト
※括弧内は日本語吹き替え
ヘンリー
演 - ジャン・レノ（菅生隆之）
凄腕の殺し屋。1人で住む山小屋には各所に武器を隠してあるが、本は孫子の兵法書しかない。ある程度の外科的手術を行える技術を持つ。
メロディー / チャーリー・ケスラー
演 - サラ・リンド（北焬子）
ケスラーの娘。ケスラーグループの後継者。メロディーは偽名。
カッパー
演 - ジョー・アンダーソン（長野伸二）
刑事。ケスラーの暗殺について捜査する。
マルコム
演 - デヴィッド・ギヤスィ
ブリグラーの部下。護衛対象のチャーリーに逃げられたため、彼女を追っている。
デイヴィス
演 - イホル・チスケヴィッツ
カッパーの元相棒。異動してからもカッパーの捜査に協力する。
ブリグラー
演  - フランソワ・ゲタリ
ケスラーの遺言執行人。遺産の管理も担当する。チャーリーと一緒にクリスマスを過ごすなど、父親代わりの存在。
ケスラー夫人
演 - サマンサ・ボンド
ケスラーの妻。重度の記憶障害を患っており、精神病院に入院している。
ケスラー
演 - ジャン・リュック・オリヴィエ
ヘンリーが暗殺した大富豪。家族で過ごす時間を全く作らず、息子が欲しかったために娘をチャーリーと呼んでいた。
ケイティ
演 - ラリサ・ルスナック